# Barnaba (Nakropin)
Barnaba, imię świeckie Wasilij Aleksandrowicz Nakropin (ur. 9 grudnia?/21 grudnia 1861 w Pietrozawodsku, zm. 13 kwietnia 1924 w Moskwie) – rosyjski biskup prawosławny i działacz nacjonalistycznych organizacji politycznych.

## Życiorys
Urodził się 21 grudnia 1861 w Pietrozawodsk, guberni ołonieckiej,  w rodzinie chłopskiej. Nie miał niemal żadnego wykształcenia, w młodości pracował jako ogrodnik. W 1897 złożył wieczyste śluby mnisze w monasterze Klimienieckim (eparchia ołoniecka), zaś rok później został wyświęcony na hieromnicha. Dzięki zdolnościom, jakimi się wykazywał w 1904 uzyskał godność igumena, zaś w 1905 – archimandryty. Został równocześnie przeniesiony do Monasteru Paleostrowskiego jako jego przełożony. Działał w prawicowej organizacji Rosyjskie Zebranie.
Na prośbę metropolity moskiewskiego i kołomieńskiego Włodzimierza został przeniesiony do Nowogołutwińskiego Monasteru Trójcy Świętej w Kołomnie w charakterze przełożonego. W ciągu dwóch lat pracy duszpasterskiej w tymże klasztorze zyskał niezwykłą popularność zarówno w Kołomnie, jak i w Moskwie. W 1910 mianowany przełożonym innej kołomieńskiej wspólnoty mniszej, Starogołutwińskiego Monasteru Objawienia Pańskiego.
Dzięki protekcji Grigorija Rasputina uzyskał w 1911 nominację na biskupa kargopolskiego, wikariusza eparchii ołonieckiej, przeciwko czemu, według relacji Michaiła Rodzianki, duchowni członkowie Świątobliwego Synodu Rządzącego na czele z metropolitą petersburskim Antonim zdecydowanie protestowali. Jego chirotonia biskupia odbyła się 28 sierpnia 1911. W 1913 powierzono mu zarząd eparchii tobolskiej i syberyjskiej.
W 1915 biskup Barnaba przeprowadził w Tobolsku kanonizację metropolity tobolskiego Jana (Maksymowicza), czego dokonał bez jednoznacznej zgody Synodu. Wezwany do wytłumaczenia swojego zachowania, zachowywał się butnie w stosunku do zasiadających w Synodzie duchownych i jego oberprokuratora Aleksandra Samarina. W związku z tym kanonizacja została uznana za nieważną, a Barnabę usunięto z katedry. Decyzji tej nie potwierdził jednak car Mikołaj II, który nie tylko nakazał ponowne rozpatrzenie sprawy, ale i zdymisjonował Samarina ze stanowiska, zaś zmienionemu składowi Synodu (ulegał on corocznej rotacji) nakazał „wyrozumiałość”. W rezultacie Barnaba (Nakropin) został podniesiony do godności arcybiskupiej i otrzymał Order św. Włodzimierza II stopnia.
Po rewolucji lutowej został zmuszony do odejścia w stan spoczynku i zamieszkania w Wysokogórskim Monasterze Zmartwychwstania Pańskiego (eparchia niżnonowogrodzka i arzamaska) na prawach przełożonego. W 1918 został aresztowany w Moskwie, spędził kilka miesięcy w więzieniu na Tagance. W 1919 mianowany przełożonym monasteru Trójcy Świętej w Kalazinie, zaś rok później – biskupem archangielskim; nigdy nie udał się do tej eparchii. Zmarł w Moskwie w 1924.